# Masia d'en Cabanyes
|  | Aquest article tracta sobre la masia de la família Cabanyes a Vilanova i la Geltrú. Si cerqueu el museu, vegeu «Casa del Poeta Cabanyes». |

La Masia d'en Cabanyes és una casa-museu situada al municipi de Vilanova i la Geltrú (Garraf). La masia d'en Cabanyes està dotada d'equipaments socio-culturals i actualment acull també el Centre d'Interpretació del Romanticisme de Manuel de Cabanyes, que difon el llegat dels Cabanyes, alhora que promou el coneixement del moviment Romàntic.
L'any 1975, Joaquim de Cabanyes Ricart, en representació dels seus germans, donà l'edifici de la masia i tots els objectes artístics que contenia, a l'Ajuntament de Vilanova i la Geltrú, mentre que aquest, es comprometia a conservar-lo, adequar-lo com a equipament cultural i a adquirir la finca que l'envoltava.
El març de 2014 la Generalitat de Catalunya li va atorgar el distintiu de Bé Cultural d'Interès Nacional, en la categoria de monument històric, i també va delimitar l'entorn de protecció de l'edifici.

## Localització i entorn
La Masia està situada al nord de Vilanova i la Geltrú, entre el torrent de la pastera (continuació del fondo de mas de l'Artís) i el torrent de la Masia d'en Cabanyes, més conegut com a torrent de les Oliveres (una continuació del fondo de Guardiola).
Darrere d'ella hi passa el camí ral, o reial, que és el camí públic de més trànsit utilitzat per a les comunicacions abans de les construccions de les carreteres. Dels tres que disposava el municipi, el més antic era el camí Ral o Molinant (també conegut com a camí Moliner o camí Reial antic) que passava per l'indret dels Sis Camins i per la Masia d'en Cabanyes i comunicava la població de Cubelles i Sant Pere de Ribes.
Pel que fa a l'entorn, té una extensió de 62.929 metres quadrats, segons la dada que recull el cadastre de béns immobles de naturalesa rústica. Actualment, tota la finca està protegida per l'ordre aprovada per la Generalitat de Catalunya el 15 de gener de 1987, per la qual es declarava d'utilitat pública la Forest "Can Cabanyes" en una extensió de 6 hectàrees. A part de les àrees ocupades per bosc i oliverar, es troben unes altres plantacions que han estat projectades com a jardins. Concretament, a un nivell inferior de la casa, se situa un espai enjardinat seguint les directrius dels jardins clàssics, amb unes fileres de xiprers retallats que creen un passeig perpendicular a la masia.

## Història

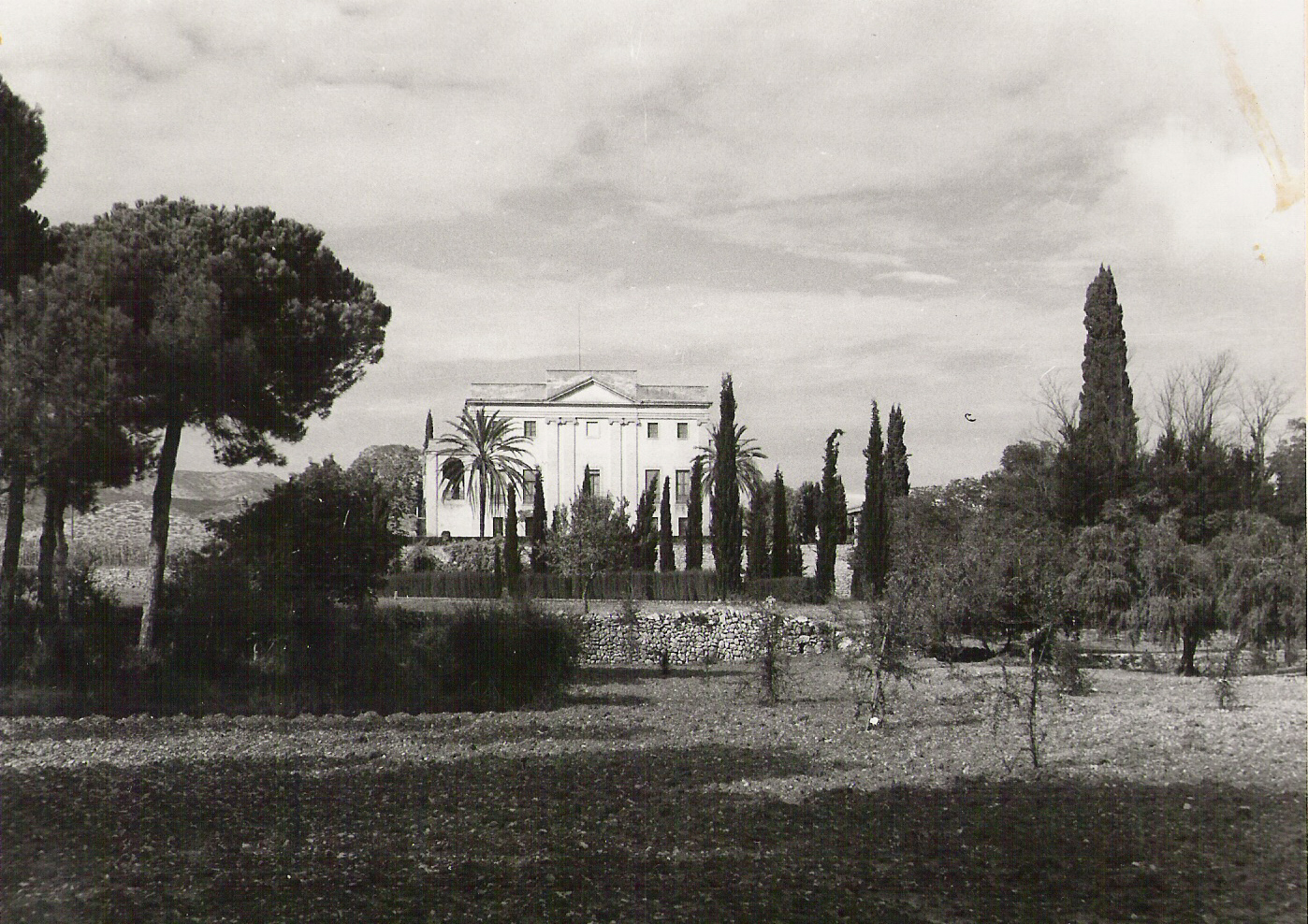
Fotografia antiga de la Masia d'en Cabanyes

L'origen històric de Can Cabanyes cal cercar-lo en el matrimoni de Llorenç de Cabanyes i Boet, d'Argentona, amb Margarida Fuster, pubilla de Josep Fuster del Cantó dels afores de Vilanova, l'any 1755. Josep Fuster i Llorenç de Cabanyes, que era propietari de terres, fundaren una empresa que es dedicava al comerç exterior de vi i aiguardent i que actuava amb la denominació Fuster & Cabanyes. El 1790 l'hereu Cabanyes i Fuster (comerciant i pare del poeta Manel de Cabanyes) comprà la finca de can Parellada a Josep de Llupià, marquès de Llupià. Vuit anys més tard, a l'indret on hi havia el vell casal, que fou enderrocat, hom construí la nova casa de gust italià de criteris estètics del neoclassicisme, que ha arribat als nostres dies. El total de les obres va assolir la xifra de 30.000 lliures.
Un cop acabada l'edificació, l'any 1978, la masia d'en Cabanyes va esdevenir la casa d'estiueig de la família i en ella hi van viure personatges com Manel de Cabanyes o el pintor Joaquim de Cabanyes.
L'edificació es va construir al costat de l'antiga masia, coneguda des de 1574 i fins a la darreria del segle passat per mas Parellada, on hi van viure diverses generacions amb aquest cognom. Mas Parellada va ser subtituïda per la casa d'en Cabanyes dels nous propietaris.
Durant els anys 1836-1840 la casa va ser abandonada amb motiu de la Primera Guerra Carlina. Se'n tapiaren les portes i finestres, que romangueren d'aquesta manera fins a final de la guerra el 1840, moment en què la família s'hi tornà a instal·lar. Posteriorment, hi habità el pintor Alexandre de Cabanyes i Marquès (1877-1972), molt vinculat als Quatre Gats de Barcelona en els primers anys del segle xx.
L'any 1976 la finca i la masia Cabanyes van passar a ser propietat municipal. El 1984 s'hi van fer obres de remodelació interna per a esdevenir museu i edifici público-cultural, d'acord amb el projecte dels arquitectes Moisés Gallego i Francisco Fernández.
El 2006 es va iniciar el projecte circense de La Vela, gestionada per l'Ajuntament. Situada en una zona rural de tres hectàrees, hi havia instal·lades unes quantes carpes i un bon nombre de caravanes. El 2010 començaren les obres d'adequació definitiva, que milloraren notablement els nivells de vida i de creació dels residents. Tanmateix, poc després, el projecte es va cancel·lar.
Finalment, el maig de 2014 l'edifici va ser declarat Bé Cultural d'Interès Nacional.

## Arquitectura
Es tracta d'un gran edifici neoclàssic de planta rectangular i compost de planta baixa (de 767 metres quadrats), planta primera i planta sota coberta central (ambdós pisos de 484 metres quadrats). Està situada en un nivell més alt que el del terreny que l'envolta, ja que es troba aixecada per un sòcol davanter, i l'accés es fa per una escala lateral.
La façana principal, de composició simètrica i de llenguatge clàssic seguint els principis de venustas, firmitas i utilitas (bellesa, solidesa i funcionalitat), és dividida verticalment en tres paraments llisos per pilastres de maó vist amb capitells jònics on totes les obertures són rectangulars. Les tres façanes secundàries són recorregudes per un cos de planta baixa i galeria superior d'arcs de mig punt.
El cos central de l'edifici està format per quatre crugies disposades paral·lelament a la façana principal i l'existència d'una galeria porxada fa augmentar una crugia més a la part nord. A la planta baixa, les crugies es resolen amb un sistema de voltes rebaixades de quatre punts de rajola, arcs torals de totxo i pilars i la resta de forjats són de bigues de fusta i de revoltons ceràmics. Els murs de càrrega, en canvi, són de paredat comú i de ceràmica. Pel que fa a les vessants, la coberta de l'edifici principal és de tres mentre que la coberta de les galeries d'arcades està resolta amb una única vessant.
L'interior de la planta baixa ha estat molt modificat. En ella, s'obre la porta principal, amb bastiment de pedra, i dues finestres a cada costat. El celler ocupa bona part d'aquesta superfície i una estructura de voltes i l'existència de pilars afavoreixen la visualització d'un recinte unitari. En aquest mateix celler hi destaca el sistema de ventilació i il·luminació a través de lluernes laterals que comuniquen amb l'espai obert de les galeries perimetrals, aconseguides foradant la part superior de les parets que tanquen el recinte.
La planta principal presenta un balcó central i quatre finestres balconeres. En aquesta primera planta, l'estança coneguda com la sala de música, no està coberta amb el forjat abans esmentat sinó que ho està per una cúpula semiesfèrica de planta circular. Malgrat que aquesta no es visualitza des de l'exterior, restant oculta sota la coberta, la seva presència ajuda a crear un espai propi dels interiors neoclàssics. Tanmateix, no és l'única cúpula que hi ha a la masia, ja que l'escala que connecta la planta baixa amb la planta noble també està coberta amb una cúpula de les mateixes característiques que l'anterior però de dimensions més reduïdes i coronada per un cupulí d'il·luminació que dona al pati de llums centrals.
Al pis superior hi ha cinc obertures, la central tapiada. La planta principal conserva la distribució original i part de l'ambientació.

## Corrent estilístic
La masia és d'estil neoclàssic. Els Cabanyes són un exemple d'aquella burgesia i aristocràcia que comencen a renunciar al llenguatge barroc en el disseny de les seves residències buscant un altre llenguatge més sobri i discret. Aquest moviment tingué una forta influència d'Andrea Palladio sobretot a Anglaterra i a les colònies de l'Amèrica del Nord, on les construccions van començar a incorporar frontons i pòrtics seguint el model de les viles pal·ladianes. Malgrat que a Catalunya la influència d'aquest autor fou més escassa, la masia d'en Cabanyes va recollir aquest influx en el disseny simètric de la planta, les proporcions clàssiques, el volum cúbic i l'austeritat dels elements arquitectònics de l'ornamentació.
Tanmateix, tot i el llenguatge classicista, la Masia d'en Cabanyes també manté alguns elements propis de la masia tradicional catalana. Per exemple, en ella hi podem veure l'anomenada volta de maó de pla - o també anomenada "volta catalana". Malgrat que l'origen d'aquesta és polèmic, Bassegoda (1942), per exemple afirma que arriba a Catalunya des d'Itàlia, mentre que Bannister (1968), defensa que la volta es produeix després d'una modificació local de les tècniques medievals, el que és clar és que és un element molt estès al llarg del país i que es configura com una manera "catalana" de distribuir l'espai.

## Espais interiors

### Centre d'Interpretació del romanticisme
A la Masia d'en Cabanyes s'hi troba el Centre d'Interpretació del Romanticisme Manuel de Cabanyes (CIRMAC). Aquest, és espai cultural gestionat pel Consell Comarcal del Garraf i obert al públic per a donar a conèixer i posar en valor el llegat de la família Cabanyes i explicar de manera entenedora i vivencial el Romanticisme, moviment cultural que, a la comarca del Garraf, va deixar una petjada tangible avui en dia, a través del seu patrimoni cultural.
El Centre desenvolupa la seva activitat en quatre línies de treball: el museu, les activitats culturals, socials i pedagògiques, el lloguer d'espais i el lleure a la zona de picnic.
L'exposició, centrada al voltant de la família Cabanyes i el moment històric del Romanticisme al Garraf i al conjunt de Catalunya, és explicada a través d'un llegat artístic conservat pràcticament intacte en el seu escenari original, tant pel que fa a l'espai construït com a l'entorn natural.
Recull, doncs, les aportacions dels Cabanyes al patrimoni cultural en diferents àmbits: la literatura, la pintura, la ciència i la tècnica, l'arquitectura i el comerç marítim, i posa un èmfasi especial en la figura del poeta Manuel de Cabanyes (1808-1833), considerat l'introductor de la literatura romàntica europea al país. Destaca també el pintor Alexandre de Cabanyes a qui es deu la conservació de la masia i els seus tresors.

### Planta Noble
La planta noble de la casa, ofereix un viatge al segle xix a través de les estances originals: la sala de música, la biblioteca, la saleta russa, els dormitoris, el menjador i la cuina, juntament amb un passeig pels porxos i els jardins, amb unes grans vistes sobre la zona.
En contrast amb la planta baixa, amb la volta catalana i d'ús agrícola, la primera planta té els trets d'una residència senyorial. La família, que no hi vivia tot l'any, gaudia d'un espai lluminós i ampli.

#### Saló de Música

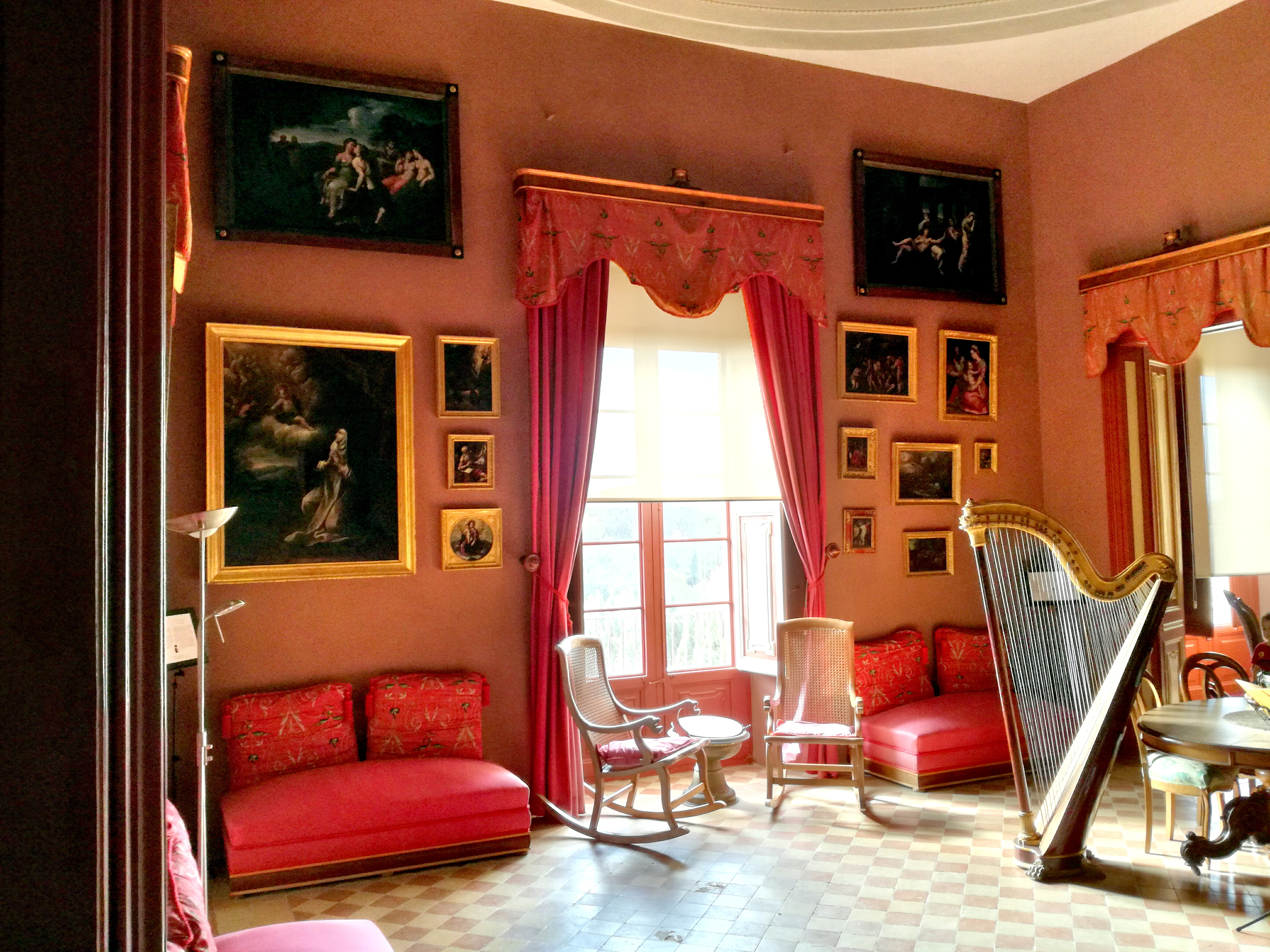
Saló de Música de la Masia de Can Cabanyes

Es caracteritza per la singular cúpula neoclàssica que el defineix. L'espai, sala i distribuïdor, era el més sumptuós de la casa. En aquest mateixa sala crida l'atenció un trompe-l'oeil, és a dir, una pintura que fingeix una porta per tal de mantenir la simetria de la cambra.
En aquest lloc hi trobem dos instruments típics d'època romàntica: l'arpa francesa d'estil imperi i el piano vertical Clementi, adquirit a Anglaterra. La formació musical era fonamental per a qualsevol família burgesa, ja que, segons ells, era la millor expressió artística per a reflectir els sentiments i les emocions. Pel que fa als Cabanyes, també varen participar en aquest interès pel llenguatge musical, ja que componien i interpretaven.

## Col·leccions

### Pintures i Gravats

#### Goya
Fruit d'un estudi dut a terme per la catedràtica de la UB Rosa Vives, el gener del 2013 es va confirmar que els dotze gravats que conservava la masia atribuïts a Francisco de Goya eren realment proves d'assaig de la sèrie Disparates, realitzats mitjançant la tècnica de l'aiguafort i l'aiguatinta. Després de confrontar les estampes amb les descripcions de diferents catàlegs, en especial el de Tomás Harris, es va concloure que es tractava de proves d'assaig prèvies a la primera edició del 1864 i que, cronològicament se situarien entre 1815 i 1825, just abans de morir l'artista el 1828. Les proves d'assaig es defineixen com les que un cop acabat el gravat de la planxa, abans del tiratge definitiu, s'imprimeixen per a provar diferents tons de tinta, papers, intensitat d'entintat, nivell de pressió...

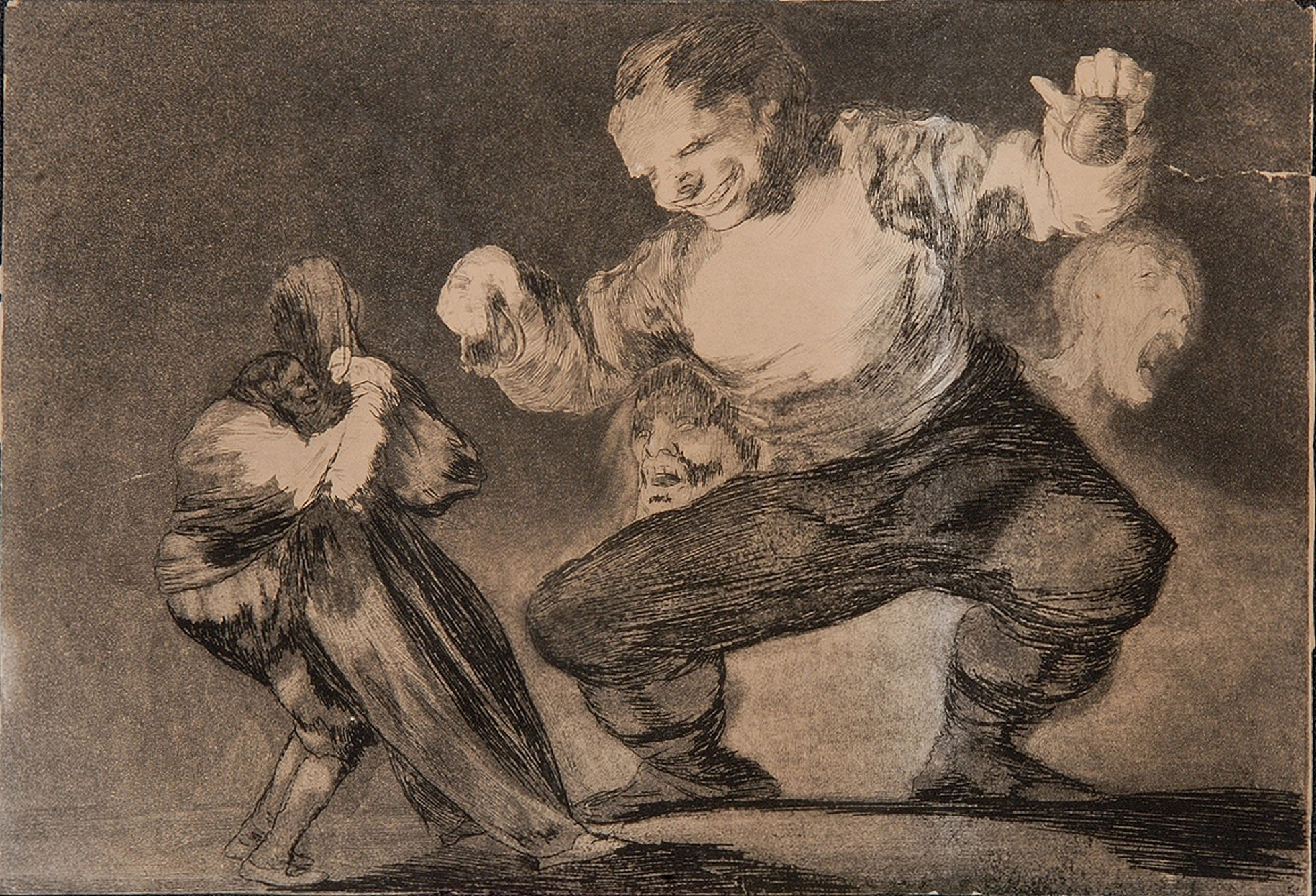
Gravat de l'obra Los disparates de Goya

Formalment, aquestes proves de la Masia tenen els marges del paper tallats per dins la pisada de la planxa. La mutilació dels marges devalua la peça però, no obstant, en aquest cas la uniformitat de tall en totes les estampes fa pensar que és un retall voluntari, fet abans de sortir del taller. A més a més, gràcies a la qualitat del paper de la impremta de Madrid ha estat una peça clau per a la seva conservació. Emmarcades de dos en dos, una part va acabar al saló de la casa familiar, mentre que la resta va romandre en un magatzem, desconeixent els seus propietaris el veritable valor d'aquests tresors goyescos.
La catedràtica Rosa Vives,investigadora de Teoria i Història del Gravat i autora dels estudis sobre aquestes estampes, sospita que aquests Disparates van ser regalats a Joaquim Cabanyes després d'un viatge a Madrid el 1895, tot i que no se sap documentalment com va arribar a les seves mans. La troballa de fa uns anys, va suposar un enriquiment pels estudiosos, ja que varen fer incrementar el catàleg raonat i el coneixement dels gravats de Francisco de Goya.

### Mobiliari
Durant el segle xix les estances de les plantes noble de les residències benestants esdevenien autèntics museus i salons de meravelles on la família mostrava el seu bon gust, el seu poder i la seva fortuna. El mobiliari que omplia aquestes estances era la suma del caràcter confortable i les modes i estils del moment.

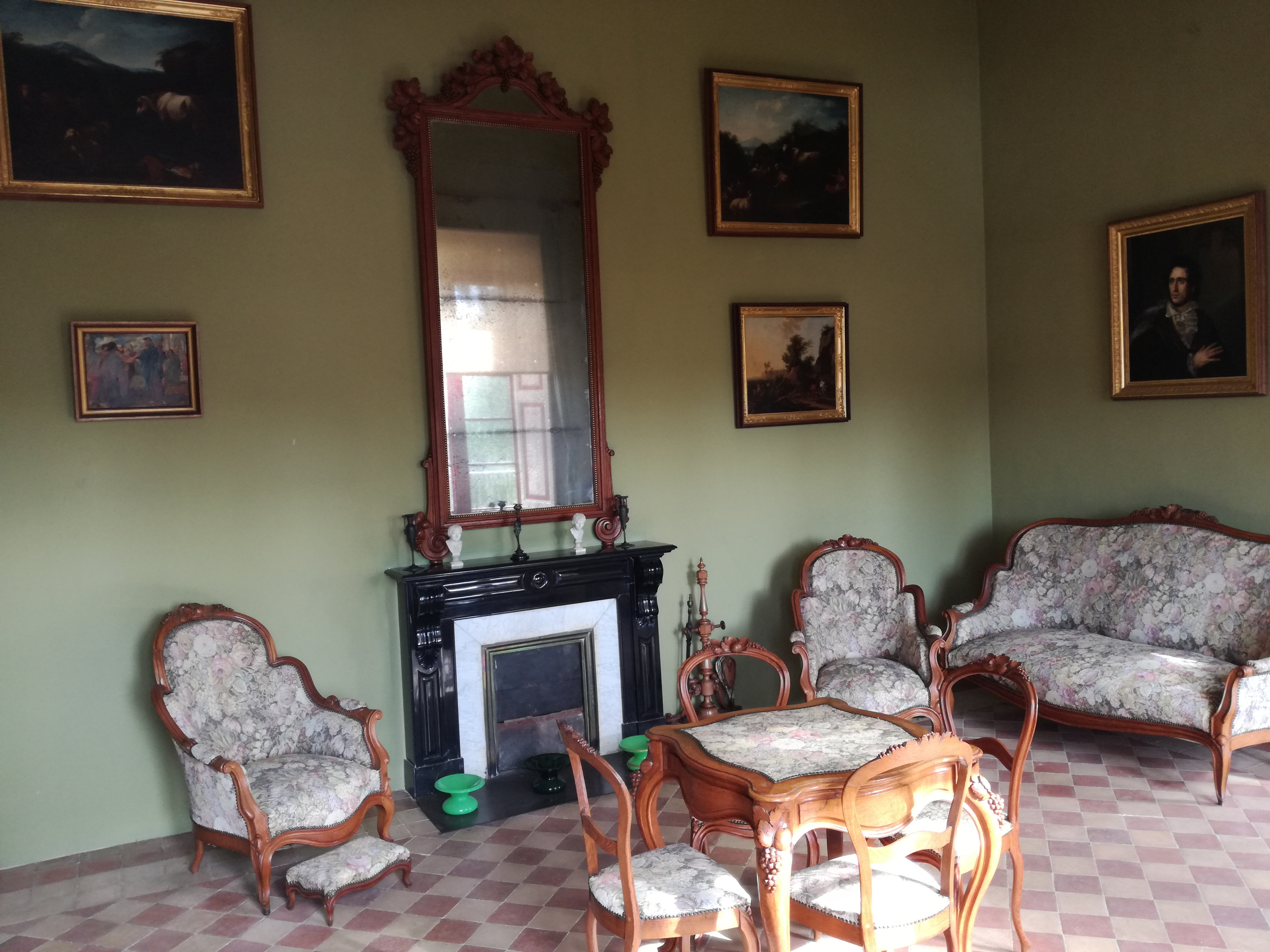
Sala Russa

En el cas de la residència dels Cabanyes una de les sales que més destaca és l'anomenada Sala Russa, la sala d'estar de la casa, que rep aquest nom pel seu origen rus, símbol del comerç familiar. És una sala feta sencera en estil isabelí, que fou l'estil propi de l'època d'Isabel II, reina d'Espanya entre el 1833 i el 1868, i que es caracteritza per treballar amb fustes fosques i per l'ús d'elements d'estils del passat i la importància de les formes ovalades i sinuoses. D'aquest mobiliari cal destacar també l'element ornamental dels pàmpols de raïm, que trobem en totes les peces i que identifica als Cabanyes com a comerciants de vi i aiguardent.
També hi trobem exemples de mobiliari anglès, que com en l'anterior cas cal vincular al comerç familiar. Es tracta en aquest cas de dos conjunts de cadires. Per una banda, les cadires de l'habitació d'en Manel de Cabanyes, realitzades en estil Hepplewhite, un estil de finals de segle xviii que es caracteritzà per l'elegància i la delicadesa dels seus mobles, de línies neoclàssiques. L'element que més destaca en aquest mobiliari és el joc de fusta que incorporen els seus respatllers, imitant la forma d'un escut. L'altre conjunt el formen les sis cadires d'estil Shaker que trobem a la biblioteca, fetes amb fusta de cirerer. Aquest estil, nascut en el si d'una comunitat religiosa, els Shaker, treballà sobre tres pilars: simplicitat, artesania i utilitat, cercant l'objecte pràctic i el treball amb formes pures, nues i refinades.

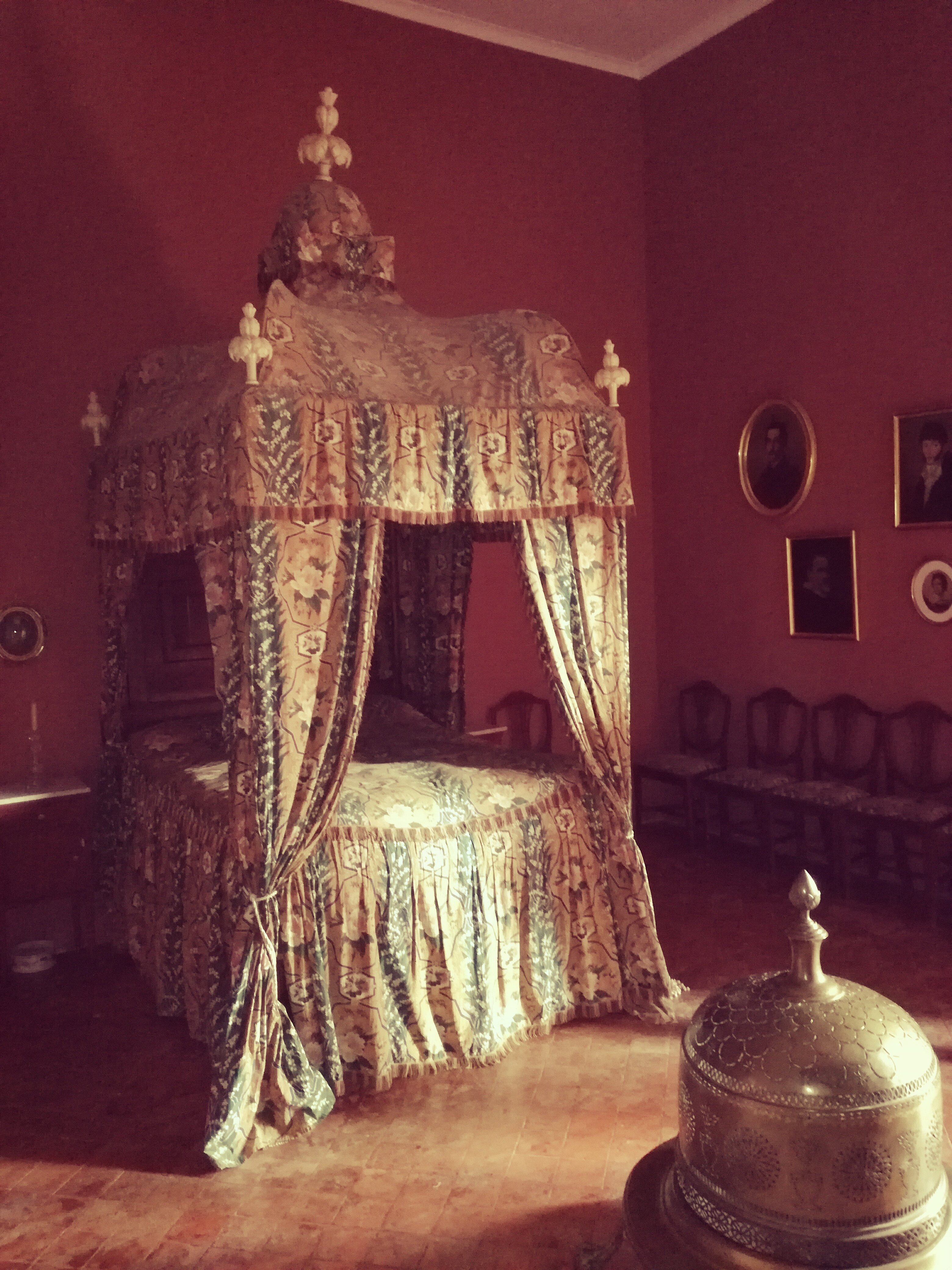
Habitació del poeta Manuel de Cabanyes

També a la mateixa estança de la biblioteca s'hi troben dues cadires anomenades voyeur o de fumador, un tipus de mobiliari molt comú al llarg del segle xix que nasqué amb la funció de poder mirar els altres jugar, per exemple a cartes. Es tracta d'una cadira sense respatller, on la posició correcta d'asseure’s és de cara al cos vertical, amb els colzes sobre la zona plana, de baixa alçada. Aquest espai de suport és alhora un calaix amagat que descobrim aixecant la tapa, i que s'incorporà al moble quan esdevingué cadira de fumador, per tal que la persona pogués deixar aquí la pipa i els accessoris.
Finalment, una de les peces més importants de la col·lecció, el llit del poeta Manuel de Cabanyes. Es tracta d'un llit d'estil neoclàssic fet de fusta de palissandre massissa de principis del segle xix, concretament datat a la dècada de 1820. Està cobert per una estructura de dosser rematat amb florons, amb cortinatges de teles d'indianes, i té motllures vistes i matalàs de palla dividit en diverses parts. Les dimensions, molt diferents a les dels llits actuals, ho són per diverses raons: en el cas de l'alçada, per allunyar-se del terra i així evitar el contacte amb la humitat i el fred; pel que fa a la llargària, una de les raons era la posició de repòs, incorporats i amb coixins al darrere, ja que la posició jacent es vinculava a la imatge de la mort.

### Llibres

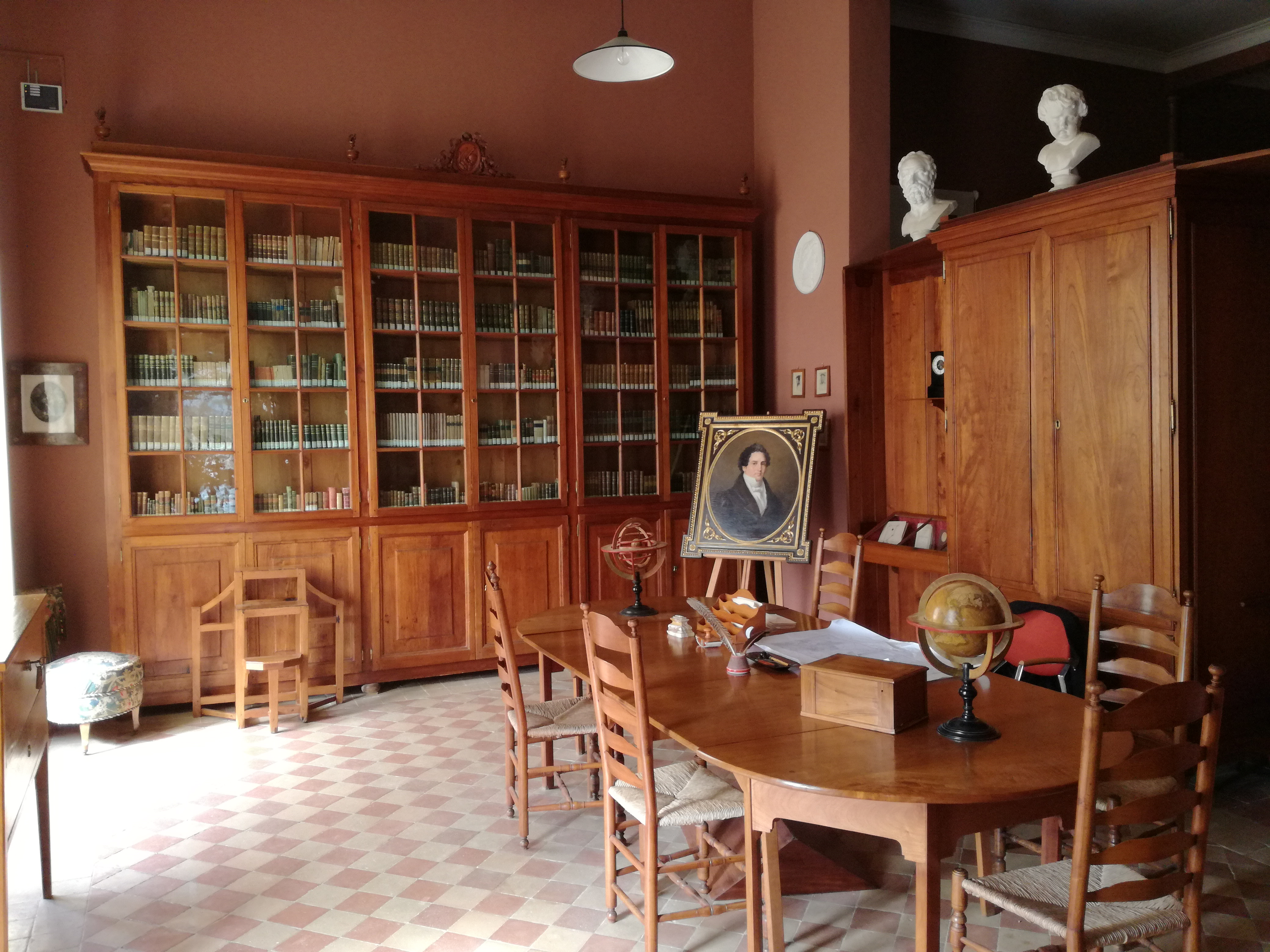
Imatge de la Biblioteca

Tot i que la biblioteca només inclou la meitat dels llibres que contenia, perquè la resta de llibres els conserva la família, continua sent un racó de gran importància. L'arribada de llibres a la casa fou iniciada per Llorenç de Cabanyes i Fuster i continuada pels seus descendents, destacant especialment Josep Anton, que adquirí molts d'ells en els seus viatges.
El patrimoni bibliogràfic està format per tres parts: el fons antic abans de 1833, el fons romàntic de després de 1833 i el fons modern del pintor Alexandre de Cabanyes (aquesta darrera part es troba en una altra dependència de la Masia). Entre els seus prestatges aplega exemplars de temàtiques molt variades: literatura romàntica europea (per exemple hi trobem les obres originals de Lord Byron en 14 volums, París, 1822), literatura clàssica, llibres de viatges, diccionaris, tractats de comerç, enciclopèdies, llibres de religió... juntament amb llibres del negoci familiar i obra manuscrita del poeta Manuel de Cabanyes.
En l'època del Romanticisme l'accés a la literatura era quelcom encara restringit a les classes dominants i benestants, de manera que tenir una estança de la casa dedicada a la biblioteca era tot un símbol de poder econòmic i representació social. Considerada una de les biblioteques millor conservades del segle xix a Catalunya i amb prop de sis-cents exemplars, juntament amb els prestatges que custodien els llibres trobem al centre de l'estança una taula sobre la qual s'exposen dos objectes de gran interès: per una banda, un globus terraqüi, que tal com s'indica en la mateixa peça inclou els darrers descobriments del capità Thomas Cook, i per l'altra una esfera armil·lar, un instrument astronòmic que representava l'esfera celeste.

## Restauració
Després de la donació de l'edifici de la família Cabanyes a l'ajuntament de Vilanova i la Geltrú, l'any 1975, es van fer diversos estudis i l'any 1979, en un informe signat per l'arquitecte municipal Josep Pericas Soler, expressava la seva preocupació pel deteriorament de la coberta a causa de l'existència de goteres que, de no intervenir amb una certa urgència, podien provocar una situació de ruïna. Per aquest motiu, l'ajuntament va decidir, com a mesura cautelar, arranjar la coberta per tal d'evitar l'esfondrament.
Tanmateix, no fou fins al 1982 que la comissió municipal va acordar encarregar el projecte de restauració de l'edifici de la masia als arquitectes Francesc Fernández Eduardo i Moisés Gallego Olmos. En aquell any es van començar les obres de rehabilitació per transformar la masia en Equipament Cultural i es va acabar el 1984.
Per les obres, la Diputació de Barcelona va decidir atorgar una subvenció de 7.500.000 ptes. per atendre la fase del Projecte de Reforma i Consolidació de la masia d'en Cabanyes, que tenia un pressupost de 15.000.000 ptes. (aquesta quantitat de diners només era el cost per la primera fase, ja que la segona fase del projecte de rehabilitació va pujar al voltant de 26.523.006 ptes.
Finalment, l'any 1984, es van donar per acabades les obres de rehabilitació, les quals, segons un informe de l'arquitecte municipal, el cost total va ser de 55.744.568 ptes (actualment uns 3.335.031,60 €). En aquests diners s'hi incloïen el mobiliari per adaptar-lo a equipament per usos culturals, l'arranjament de l'entorn i la senyalització exterior, la reconstrucció de l'escala d'accés i el portal exterior de d'entrada, el tractament del paviment de sauló, la jardineria i els subministraments dels serveis.